# 當龐省
9°41′N 0°36′E / 9.683°N 0.600°E

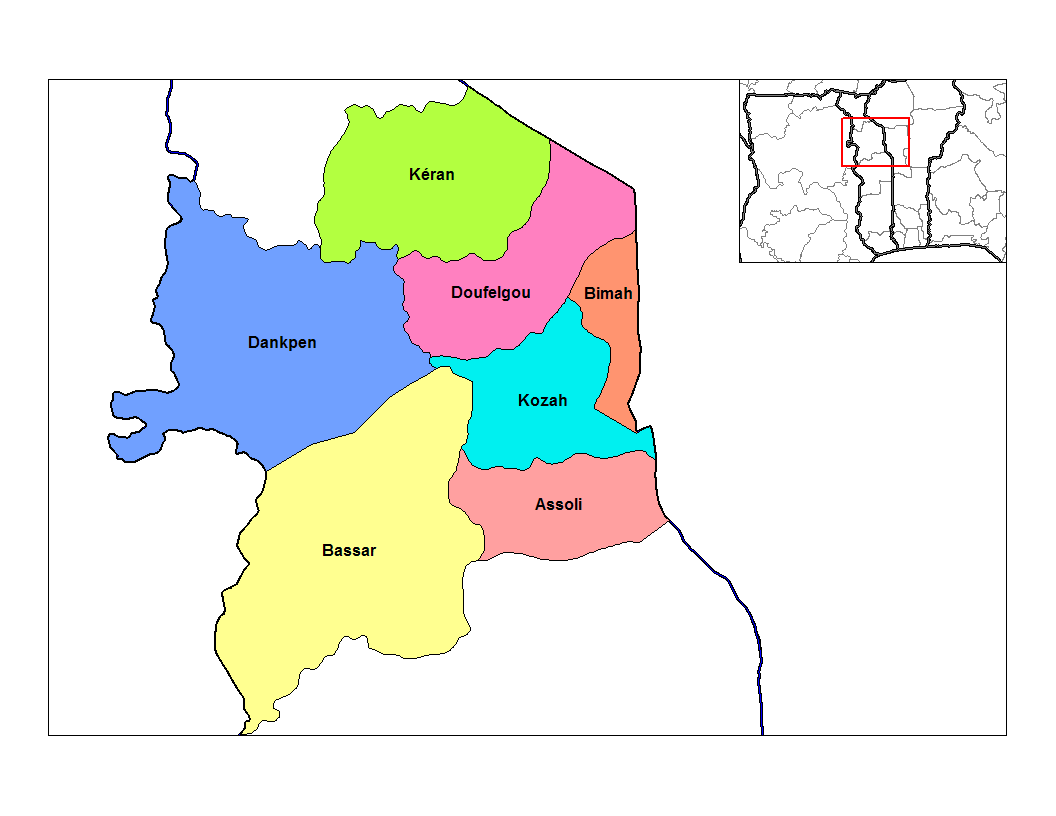

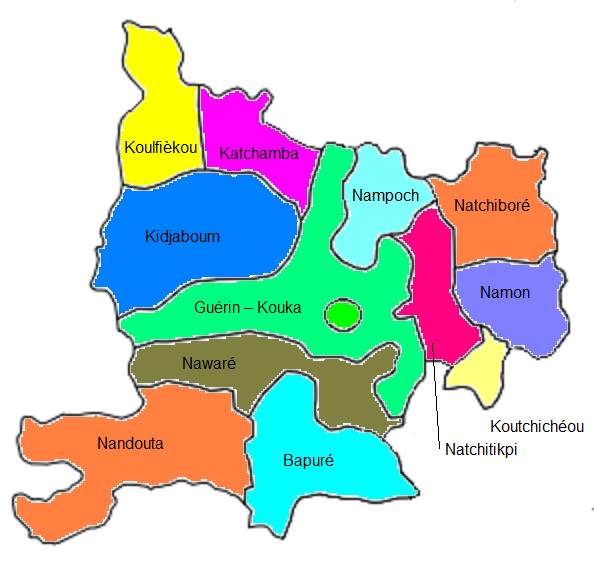

當龐省（Dankpen Prefecture），是多哥的30個省份之一，位於該國中北部，由卡拉區負責管轄，首府設於蓋林庫卡，面積2,690平方公里，2010年人口130,723，人口密度每平方公里48.6人。